# Jodek berylu
Jodek berylu, BeI
2 – nieorganiczny związek chemiczny z grupy jodków. Został otrzymany po raz pierwszy w 1828 roku przez Friedricha Wöhlera.

## Otrzymywanie
Można go otrzymać:
- przez bezpośrednią reakcję berylu z jodem w temperaturze 500–700 °C – metoda Wöhlera (1828) i Jules’a Henriego Debraya (1855):

Be + I
2 → BeI
2
- w reakcji węgliku berylu z gazowym jodowodorem w temperaturze ok. 700 °C – metoda opracowana przez Paula Lebeau w 1898 r.:

Be
2C + 4HI → 2BeI
2 + CH
4↑
do reakcji tej można wykorzystać także pary jodu w strumieniu wodoru:
Be
2C + 2I
2 → 2BeI
2 + C

## Właściwości

### Właściwości fizyczne
Tworzy bezbarwne kryształy w kształcie igieł. Rozpuszcza się w disiarczku węgla oraz etanolu, nierozpuszczany jest w benzenie i toluenie. Jego temperatura topnienia wynosi 480 °C (przed jej osiągnięciem zaczyna sublimować), zaś temperatura wrzenia ok. 590 °C.

### Właściwości chemiczne
W reakcji z innym halogenami w stanie gazowym tworzy odpowiednie halogenki:
BeI
2 + 2F
2 → BeF
2 + 2IF
BeI
2 + Cl
2 → BeCl
2 + I
2
BeI
2 + Br
2 → BeBr
2 + I
2
Reaguje gwałtownie ze środkami utleniającymi, takimi jak chlorany i nadmanganiany. Podczas reakcji powstają purpurowe pary jodu, a zarówno wytworzone produkty gazowe, jak i stała pozostałość są palne. Metale alkaliczne redukują go w temp. 350 °C, a magnez – w temp. 450 °C.
Jest silnie higroskopijny, przy czym pod wpływem wilgoci ulega szybkiemu rozkładowi. Z wodą reaguje gwałtownie, tworząc tlenek berylu i jodowodór:
BeI
2 + H
2O → 2HI + BeO
Natomiast z siarkowodorem reaguje jedynie w podwyższonej temperaturze, tworząc BeS.

### Amonowany jodek berylu
Jodek berylu ma zdolność do absorbowania znacznych ilości gazowego amoniaku. Powstający produkt – amonowany jodek berylu – nie został dobrze scharakteryzowany. Ma niską temperaturę topnienia, a po schłodzeniu krystalizuje. Ma właściwości wybuchowe i może być wykorzystywany jako materiał pędny. Reaguje z wieloma związkami organicznymi, szczególnie z aminami.

## Zastosowanie
Nie ma on praktycznego zastosowania.